# Francesco Fieravino
Francesco Noletti detto il Maltese, conosciuto anche come Francesco Fieravino (Malta, 1611 – Roma, 4 dicembre 1654) è stato un pittore italiano, di origine maltese, attivo a Roma tra il 1630 ed il 1654.

## Biografia

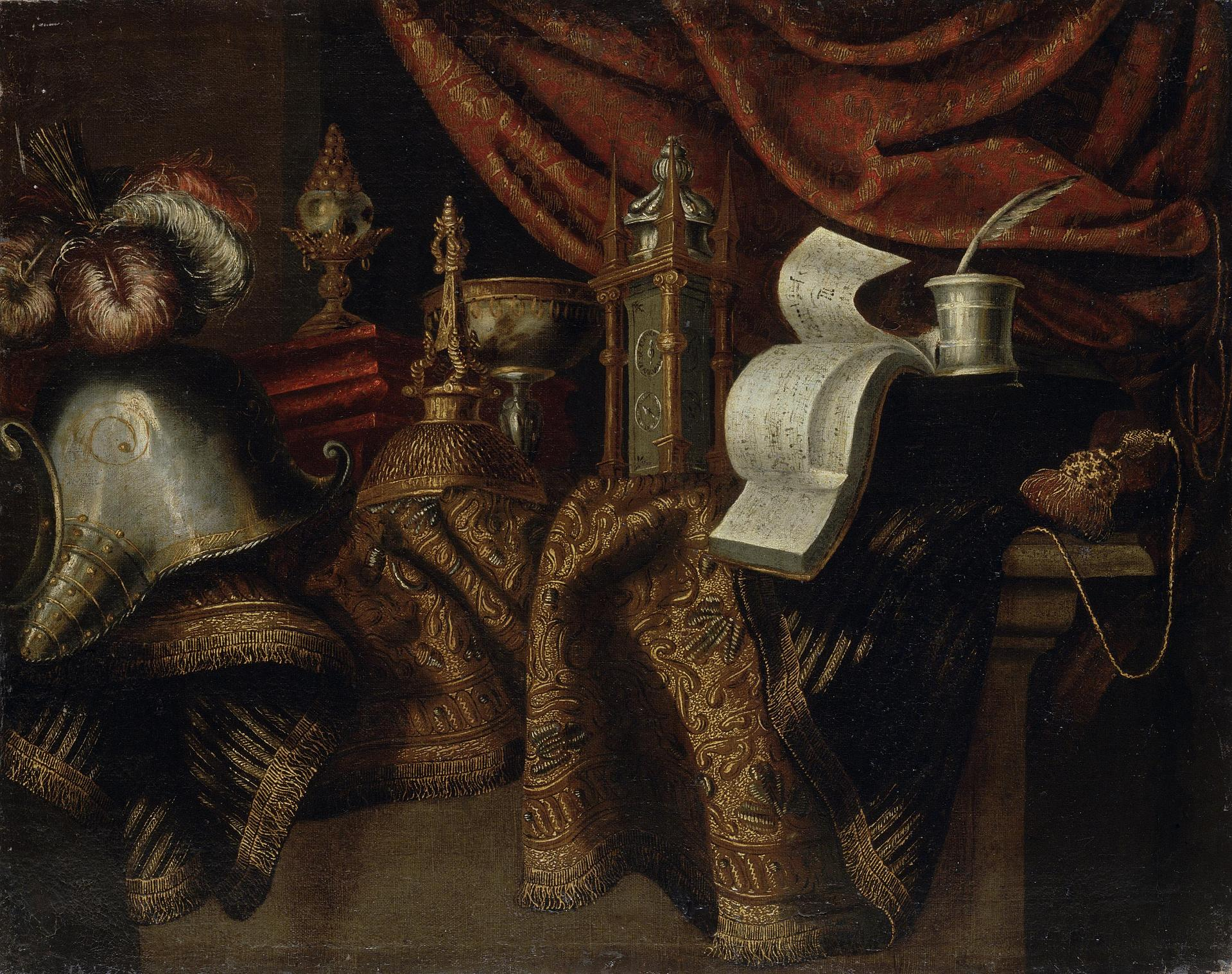
Natura morta con un elmo, Museo dell'Ermitage, San Pietroburgo

Nato verosimilmente a Malta, operò a Roma durante il pontificato di Alessandro VII, come pittore di nature morte, ed ebbe come mecenate il cavaliere di Malta Pietro Cesarini. Confuso a lungo con Benedetto Fioravanti, autore del dipinto firmato con Strumenti musicali, tappeti e fiori, ora in una collezione privata, opere di Noletti sono state attribuite erroneamente anche a Francesco Fieravino, almeno fino ai primi anni del 2000; in seguito alla scoperta di un ritratto anonimo di Noletti, conservato nella Foundation for International Studies di La Valletta, è stato possibile definire l'identità dell'artista.
Il Maltese è citato per la prima volta negli inventari Barberini tra il 1631 e il 1636 come autore di sei carte a olio con diversi fiori; ancora nel 1661 un Francesco Maltese è ricordato come specialista di quadri con tappeti. 
Della sua biografia è stato attestato che nel 1642 si stabilì a Roma, prima in via Margutta poi in via Laurina, dove si sposò e lavorò con Andrea Sacchi, e vi morì il 4 dicembre 1654: il certificato di morte lo qualificava come "pittore celebre".
Famoso in vita, le sue pitture furono molto ricercate dai contemporanei, ma ben presto dimenticato, è stato citato, con il suo pseudonimo, da Cornelis de Bie e in seguito da Joshua Reynolds, nel Catalogo de' celebri pittori; il pittore inglese lo celebrò definendolo il pittore di "vases, instruments, carpets, still-lifes".

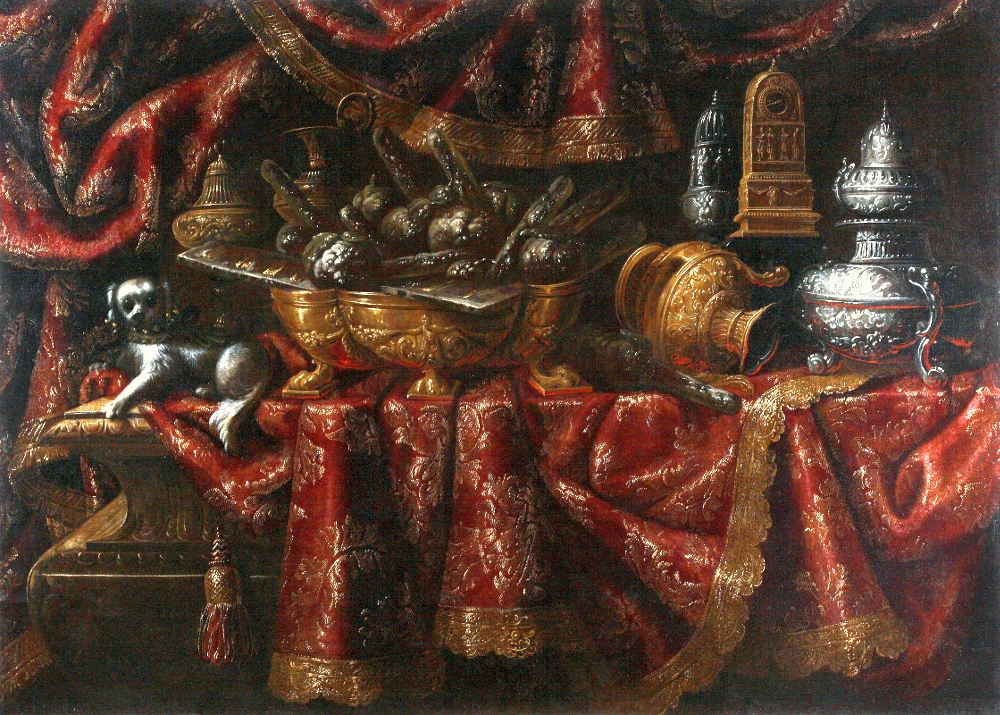
Natura morta con un cane, Muzeum Narodowe w Kielcach

In assenza di opere firmate, due incisioni pubblicate nel 1703 da Jacobus Coelemans sono servite come base per fissare il suo stile. Le sue ricche nature morte sono caratterizzate dalla presenza di tappeti turchi, tappezzerie e tendaggi che ricoprono tavoli e ripiani, fiori e frutti disposti alla rinfusa con qualche oggetto prezioso, strumenti musicali e immagini incorniciate o specchi.
Tre nature morte, già identificate come opere del "Maltese" da Alfonso Pérez Sánchez, sono conservate nel Museo de Bellas Artes de Bilbao, nel quale furono inizialmente attribuite ad Antonio de Pereda e a Pieter Boel.